# Ratafia (Wein)
Ratafia bezeichnet in der Champagne und im Burgund eine Mischung aus Traubenmost und Weinbrand, meistens als Aperitif genossen, vergleichbar dem Pineau des Charentes.
Ratafias werden zum Teil fälschlich als Aperitife auf Weinbasis bezeichnet. Diese Bezeichnung ist jedoch nicht zutreffend, da keine Fermentation der Trauben erfolgt. Der Vorgang ist mit der Herstellung des Pineau des Charentes oder des Floc de Gascogne vergleichbar.
Der Ratafia aus der Champagne wird aus Traubenmost der Appellationen «Champagne» oder «Coteaux champenois» und einem neutralen Alkohol hergestellt. Nur bei den hochwertigsten wird fine oder Marc de Champagne verwendet. Im Burgund wird der Ratafia mit Marc de Bourgogne und Most gleichen Ursprungs gefertigt.